# Up the Hill Backwards
"Up the Hill Backwards" é uma canção do músico britânico David Bowie, originalmente lançada no álbum Scary Monsters (And Super Creeps) em 1980. A faixa foi também lançada como o quarto e último single do álbum, em março de 1981. Este seria o último single de Bowie com a RCA e, devido a isso, a gravadora lançou no Reino Unido alguns dos discos com com o selo vintage laranja ao invés do selo preto padrão.
A letra da canção é frequentemente vista como um comentário sobre a cobertura pública do divórcio de Bowie e Angela Bowie, sendo portanto uma das várias faixas do álbum a tratar da faca de dois gumes trazida pela fama. A letra também foi interpretada como uma visão sobre crises em geral. Como o single antecessor, "Scary Monsters", a faixa conta com o coprodutor Tony Visconti no violão.
O Lado B do single é "Crystal Japan", uma faixa instrumental gravada em 1980 e usada num comercial japonês do saquê Crystal Jun Rock de que Bowie participou. "Teenage Wildlife" seria originalmente lançada como Lado B de "Up the Hill Backwards", mas Bowie descobriu que fãs estavam pagando altos preços para importar do Japão o single "Crystal Japan" e insistiu que a faixa fosse lançada no Reino Unido.
O caráter pouco comercial de "Up the Hill Backwards", combinado com o fato de que a faixa já estava disponível em álbum havia seis meses, fez com que o single somente atingisse o n°32 no Reino Unido. No Canadá, a faixa chegou ao n°49. Nos Estados Unidos, a RCA lançou um single de 12 polegadas que foi vendido com adesivos criados por Bowie. Os adesivos eram fotografias de Bowie no seu traje de Pierrot (como visto na capa do single) coloridas a lápis, em várias poses. Esses adesivos haviam sido lançados em edições anteriores de "Ashes to Ashes" no Reino Unido. 

## Faixas
1. "Up the Hill Backwards" (Bowie)  – 3:14
2. "Crystal Japan" (Bowie) – 3:10

## Créditos de produção
- Produtores:
  - Tony Visconti
  - David Bowie
- Músicos:
  - David Bowie: vocais, teclados
  - Robert Fripp: guitarra
  - George Murray: baixo
  - Dennis Davis: bateria
  - Tony Visconti: violão
  - Roy Bittan: piano

## Versões ao vivo
A canção foi tocada na turnê Glass Spider e está presente nas edições em vídeo e em CD do concerto. A faixa era normalmente a primeira a ser tocada nos shows, com Carlos Alomar tocando um solo e sendo repetidamente advertido a "calar-se". Então, o grupo de dançarinos realizava uma pequena conversa que terminava com a expressão "coisa errada" ("wrong stuff") sendo cantada. Bowie então surgia do topo do cenário e iniciava o interlúdio falado da canção "Glass Spider".

## Outras versões
- A faixa foi o Lado B do lançamento francês do single "Scary Monsters (And Super Creeps)" em janeiro de 1981.
- O box set Sound + Vision  contém a faixa.
- A canção está presente em Best of David Bowie 1980/1987.

## Leituras complementares
- Pegg, Nicholas, The Complete David Bowie, Reynolds & Hearn Ltd, 2000, ISBN 1-903111-14-5